# Östgötatidningen (Lokaltidning)
Östgötatidningen är nu en gratistidning utgiven i Mjölby sedan 2016. Tidningen är en fortsättning av Östgötatidningen (Lokaltidning). Tidningens fullständig titel  är Östgötatidningen / Mjölby Boxholm Ödeshög Vadstena. Utgivningsperiod  för tidningen under nytt namn startade 2016-06-01. 2020 sålde Bonniers Östgötatidningen till Åsa Brage. Östgötatidningen var tidigare en så kallad  Lokaltidning ingående i danska Politiken koncern men var även då utgiven i Mjölby. Tidningen har hela tiden varit en gratistidning. Utgivningsperioden för Lokaltidningen var från 2007 till 25 juni 2016. Vid startdatumet 2007 hade tidningen titeln Östgötatidningen men sedan blev tidningens fullständig titel: Lokaltidningen Östgötatidningen: Mjölby, Boxholm, Ödeshög & Vadstena, med deltiteln Motala / Östgötatidningen Veckomagasin.  Kungliga Biblioteket klassar tidningen som en ny tidning från 2016. Det är därför grundardatumet är satt till detta. Under historia nedan skildras tidningen föregångare.

## Historia
Östgötatidningen skapades som ett annonsblad kallat 3:an av Lars Åke Pettersson 1997. Tidningen hade då 19500 exemplar i upplaga i Mjölby, Boxholm och Ödeshög. Tidningen utökades med Vadstena och Vikingstad 2001. 2006 utökades utgivningen till 128000 ex med Motala och Linköping. Samgående med ”Kuriren” i Motala 2007 och namnbyte till Östgötatidningen Linköping gav tre editioner. Genom Motalasamarbetet med Kuriren skapades Östgötatidningen med 4 upplagor. Tidigare tidningar var annonsblad. Danska Polititkens lokalaviser köpte aktiemajoriteten i Östgötatidningen 2008 som då hade 131 000 exemplar i upplaga. Östgötatidningen stoppade utgivningen i Linköpingsområdet med omedelbar verkan 2009. Orsaken var den vikande annonsmarknaden. Därmed försvann tidningen största edition och bara tre återstod: Mjölby, Vadstena och Motala. 2019 sålde Politikens Lokalaviser tidningarna till Bonnier, i januari 2020 sålde Bonnier Östgötatidningen till tidningschefen Åsa Brage. Östgötatidningen klassades av KB som dagstidning först 2013 och då fanns Mjölbyupplagan under detta namn.

## Redaktion
Redaktionsort för föregångarna var hela tiden Mjölby. Tidningen kom ut en dag i veckan på onsdagar. Östgötatidningen återfick tidningen som titel 2016 efter att ha hetat Lokaltidningen Östergötland till dess.  Redaktörer hat inte angivets i tidningen men har troligen varit samma som ansvariga utgivare. Tidningen hade 2007-2011 editionerna 3:an och Fredagskuriren och gavs under åren 2007-2009 ut med titeln: Östgötatidningen Linköping. Dessa tre titlar är inte registrerade som dagstidningar i Kungliga biblioteket.
Redaktionen har fortsatt suttit i Mjölby sedan 2016. Tidningen gavs ut på onsdagar 2016, sedan lördagar till 2018 då åter onsdagar blev utgivningsdag. Tidningen började  utkomma på onsdagar sista veckan i mars 2018. Tidningen har haft två editioner en märkt Mjölby och en märkt Motala med olika stor upplaga och utgivningsområde.
| Period                 | Ansvarig utgivare       | Titel    | Kommentar                       |
| 2013-01-01--2014-12-30 | Oscarsson Krook, Dennis |          | Slutdatum osäkert               |
| 2015-01-07--2015-04-15 | Wahlqvist, Lotta        |          |                                 |
| 2015-04-22--2015-08-19 | Bernshed, Sarah         |          |                                 |
| 2015-08-26--2017-04-22 | Wahlqvist, Lotta        |          |                                 |
| 2017-04-29--2018-03-24 | Sjölin. Anders          |          |                                 |
| 2018-03-31--           | Brage, Åsa              | redaktör | tidningschef osäkert startdatum |

## Tryckning
Förlaget  hette från 1 januari 2013 till 25 maj 2016 Lokaltidningen Mediacenter Sverige aktiebolag med säte i Lund. Tidningen trycktes i fyrfärg som tabloid. Tidningen hade 24-36 sidor, 2016 hade tidningen 16-24 sidor. Tryckeriet hette Bold printinggroup i Malmö 2013 och sedan Malmö tidningstryck AB Malmö. Upplagan var runt 23 000 som utdelades till hushållen. Annonsomfattning  var 2015 70,8% och 2016 66% och det var en annonsfinansierad tidning.
Förlaget hette fortsatt Lokaltidningen mediacenter Sverige aktiebolag 2016 med nu med säte i Arlöv. Tidningen trycks fortsatt i fyrfärg. Formatet är tabloid. Antalet tidningssidor varierar från 12-28 men mestadels är det 20-24 sidor. Tryckeriet  var Malmö tidningstryck AB till 2017-10-14. Sedan tog Pressgrannar i Linköping över ena upplagan medan andra upplagan trycks på Avis-tryck A/S  i Hornslet i Danmark. Upplagan är cirka 24 000 i Mjölby Boxholm Vadstena Ödeshög editionen, andra editionen inkluderande Motala och Askersund har över 45 000 exemplar i upplaga. Annonsomfattning  har varierat mellan  52-77% mest  2019 med 77%.